# 久喜市立江面第一小学校
久喜市立江面第一小学校（くきしりつ えづらだいいちしょうがっこう）は、かつて埼玉県久喜市北青柳にあった公立小学校。学校周辺地域では、江一小（えいちしょう）という呼称が多く使われていた。2021年（令和3年）3月31日に閉校。翌4月1日に久喜市立江面第二小学校と統合し、本校の位置に久喜市立江面小学校が開校した。

## 沿革
本節の出典（特記以外）…
- 1872年（明治5年） - 学制発布にあたり、9区18町村で久喜学校を設立。
- 1873年（明治6年） - 江面学校（江面村、所久喜村、上早見村）を宝光院に、下早見学校（下早見村、北青柳村、太田袋村、高岩村）を大聖院に開校。
- 1889年（明治22年）5月 - 町村制施行に伴い、龍猪学校を設け、大字江面、大字北青柳、大字下早見、大字太田袋を学区として本校を聖院に設け、大字樋ノ口、大字原、大字除堀を学区として東雲院に分教室を設ける。
- 1892年（明治25年） - 龍猪学校を江面第一尋常小学校に、分教室を江面第二尋常小学校にそれぞれ改称し、独立する。
- 1909年（明治42年）12月12日 - 島田剛太郎知事を招き開校式を行う。この日を開校記念日とする。
- 1912年（明治45年） - 江面第一尋常小学校と江面第二尋常小学校が合併し、江面尋常小学校と改称。
- 1941年（昭和16年） - 校名を江面国民学校と改称。
- 1947年（昭和22年） - 校名を江面村立江面小学校と改称。
- 1954年（昭和29年）
  - 5月15日 - 江面村立江面小学校分校が独立小学校として認可され、江面村立江面第二小学校（後の久喜市立江面第二小学校）として分離。分離に伴い、本校は校名を江面村立江面第一小学校と改称。
  - 7月1日 - 久喜町・江面村・太田村・清久村が合併し、久喜町が発足。校名を久喜町立江面第一小学校と改称。
- 1971年（昭和46年）10月 - 久喜町が市制を施行し、久喜市が発足。校名を久喜市立江面第一小学校と改称。
- 2021年（令和3年）
  - 3月4日 - 閉校式を行う[5]。
  - 3月31日 - 閉校。翌4月1日に久喜市立江面第二小学校と統合し、本校の位置に久喜市立江面小学校が開校[1][2]。

## 施設
- プール
- 校庭遊具
- 学校敷地内を新川用水が流れる。

## 校歌
- 作詞者 - 佐々木信綱
- 作曲者 - 田村虎蔵